# Walter (Breslau)
Walter († 1169) (auch Walter von Breslau oder Walter von Malonne; französisch Wauthier de Malonne, polnisch Walter z Malonne) war Bischof von Breslau.

## Leben
Bischof Walter soll ein Wallone aus dem Ort Malonne bei Namur im Bistum Lüttich gewesen sein. Sein Bruder war der Bischof des Bistums Płock Alexander von Płock. Während seiner Amtszeit wurde das Breslauer Prämonstratenserstift St. Martin gegründet. Auf der Burg Lehnhaus (Wleński Gródek) weihte er vor 1155 eine Marienkirche ein. 1158 wurde der Bau des romanischen Domes auf der Dominsel begonnen, der erst unter Bischof Siroslaus II. vollendet werden konnte. Außerdem soll sich Walter um eine Kirchenreform bemüht haben. 
Auf Walters Bitte wurden 1155 die dem Bistum gehörenden Kastellaneien unter den Schutz des Papstes Hadrian IV. gestellt. Das damit erlangte päpstliche Privileg festigte auch die Stellung des Bistums. Die Bistumsbesitzungen, zu denen auch die Kastellanei Ottmachau gehörte, die später das Zentrum des Bistumslandes wurde, sind für diese Zeit deshalb gut überliefert. Die Kastellanei Militsch war dagegen im Besitz des Breslauer Domkapitels.